# Władysław Czuba
Władysław Czuba (ur. 1924, zm. 1997) – polski inżynier chemik. Absolwent z 1954 Politechniki Wrocławskiej. W 1974 profesor Politechniki Krakowskiej, a następnie od 1978 r. profesor na Wydziale Chemicznym Politechniki Wrocławskiej.